# Piedra de Snoldelev
La piedra de Snoldelev, catalogada en la Rundata como DR 248, es una piedra rúnica de la Era vikinga del siglo IX d. C. y originalmente localizada en Snoldelev y Ramsø, Dinamarca.

## Descripción
La piedra de Snoldelev, tiene 1.25 metros de altura y está decorada con el símbolo de los tres cuernos entrelazados como anillos borromeos (parecido al emblema de los cuartos de luna creciente de Diana de Poitiers) y una esvástica. El símbolo del triple cuerno se ha comparado con un trisquel o un valknut. La piedra se encuentra actualmente expuesta en el Museo Nacional de Dinamarca, en Copenhague.
La inscripción de la piedra de Snoldelev muestra una versión temprana de escritura futhark joven. Como en el posterior futhark antiguo de la Piedra rúnica de Björketorp, muestra una runa-a ᚼ tiene la misma forma de la runa-h de versión larga de futhark joven. Esta runa-a se ha interpretado como una A (mayúscula) abajo. La piedra mantiene la futhark antigua de la runa haglaz ᚺ para el fonema-h y se representa con la H (mayúscula) en la traducción abajo. El último carácter del texto rúnico está deteriorado, pero es claramente una ᛘ, y representa el primer uso de esta runa para una m en Dinamarca El texto está formado en dos líneas de diferente tamaño. Se ha sugerido que puede haber imitado o recibido influencia de los manuscritos merovingios o carolingios, que muestra una primera línea de caracteres delgados y largos y siguientes líneas más cortas y troceadas.
La inscripción afirma que Gunnvaldr es un Þulʀ, que significa un oficio o rango, quizás relacionado con el sacerdocio o un escaldo, en nórdico antiguo: þula significa «letanía». Tiene relación con el posterior nórdico Þulr, una posición descrita para un hombre sabio asociado a caciques escandinavos y realeza. La traducción que ofrece la Rundata sugiere recitador. El lugar Salhaugar en el texto ha sido identificado como referencia a la moderna Salløv que corresponde a un emplazamiento vecino de donde se encontró la piedra.
La traducción literal del nórdico antiguo Salhøgum combina sal ("salón") con hörgar («montículos»), para formar "la sala del montículo", sugiriendo un lugar en el que se utilizaba para reuniones oficiales.

## Inscripción
| ᚴᚢᚾ᛫ᚢᚼᛚᛏᛋ ᛐᚼᛁᚾ ᛋᚢᚾᛅᛦ ᚱᚢᚺᛅᛚᛏᛋ ᛫ ᚦᚢᛚᛅᛦ ᛫ ᚨ ᛋᛅᛚᚺᛅᚢᚴᚢ             | Rúnico          |
| kun'uAlts : stAin : sunaʀ ruHalts : þulaʀ : ? salHauku(M)     | Transliteración |
| Gunnvalds stæinn, sonaʀ Hrōalds, þulaʀ ā Salhaugum            | Transcripción   |
| Piedra de Gunnvaldr, hijo de Hróaldr, recitador del Salhaugar | Traducción      |

## Galería

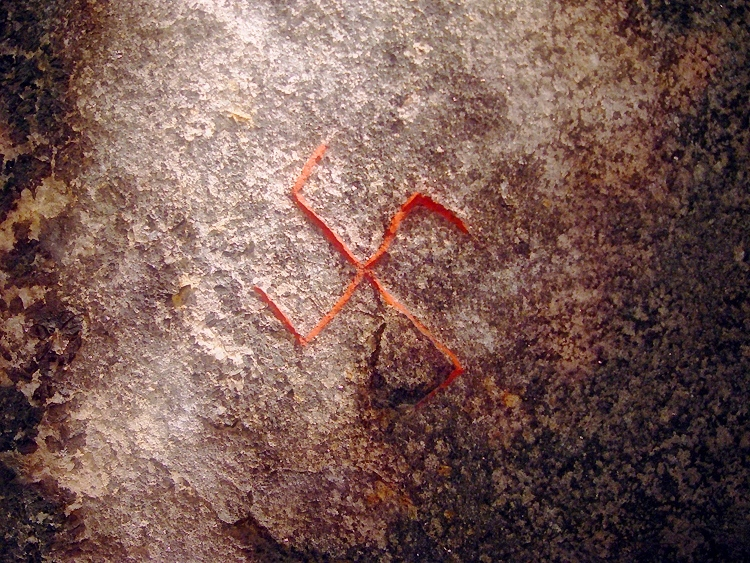
Detalle de la esvástica
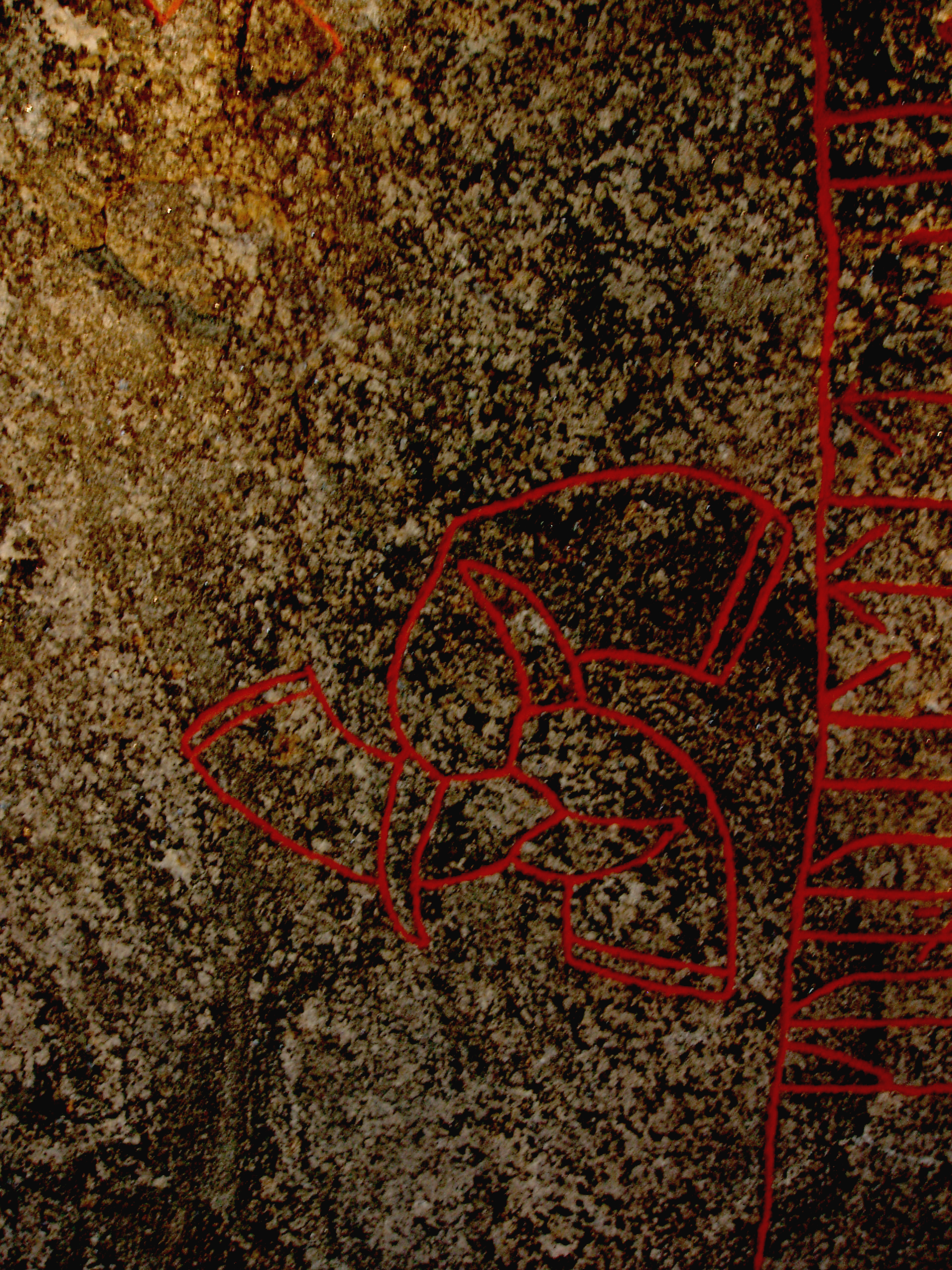
Detalle de los cuernos entrelazados
Ilustración gráfica de los cuernos entrelazados